# Liste der Baudenkmäler in Dudweiler
In der Liste der Baudenkmäler in Dudweiler sind alle Baudenkmäler des Saarbrücker Stadtteils Dudweiler aufgeführt. Grundlage ist die vom Landesdenkmalamt Saarland veröffentlichte Denkmalliste des Saarlandes vom 16. Dezember 2013 und die aktuelle Teildenkmalliste der Landeshauptstadt Saarbrücken in der Fassung vom 9. August 2017.

## Liste der Baudenkmäler
| Lage                                | Bezeichnung | Beschreibung | Bild |
| ----------------------------------- | --- | --- | --- |
| Am Gegenortschacht Lage             | Ensemble Am Gegenortschacht                                                                                          | Das Denkmalensemble am Gegenortschacht besteht aus zwei Doppelhäusern für Beamte und einer Direktorenvilla der Schachtanlage Gegenort, die zur Grube Dudweiler gehörte. Die beiden Gegenortschächte waren 1843 und 1851 abgeteuft worden und 1928 und 1942 stillgelegt. Von den Tagesanlagen ist nichts mehr erhalten. | Das Denkmalensemble am Gegenortschacht besteht aus zwei Doppelhäusern für Beamte und einer Direktorenvilla der Schachtanlage Gegenort, die zur Grube Dudweiler gehörte. Die beiden Gegenortschächte waren 1843 und 1851 abgeteuft worden und 1928 und 1942 stillgelegt. Von den Tagesanlagen ist nichts mehr erhalten. |
| Am Gegenortschacht Lage             | Ensemble Am Gegenortschacht                                                                                          | Am Gegenortschacht 8/10, Doppelhaus für Beamte (Ensemblebestandteil): Der traufständige eingeschossige Putzbau erhebt sich zur Straße über einem hohen Sockelgeschoss, das nach hinten im Erdboden verschwindet. Das Doppelwohnhaus ist streng symmetrisch ausgelegt. Im Zentrum der Straßenfassade steht ein Mittelrisalit, der wie die Gebäudeecken mit Lisenen aus Backsteinen betont ist, die sich gestuft bis in den Giebel und unter die Traufe fortsetzen und den Baukörper so abschließen. Die Laibungen der Segmentbogenfenster sind schwach profiliert und mit Ziegelsteinen ausgemauert.                                                                                      | |
| Am Gegenortschacht Lage             | Ensemble Am Gegenortschacht                                                                                          | Am Gegenortschacht 12/14, Doppelhaus für Beamte (Ensemblebestandteil) | |
| Am Gegenortschacht Lage             | Ensemble Am Gegenortschacht                                                                                          | Am Gegenortschacht 18, Direktorenvilla mit Grundstückseinfriedungen und vorgelagertem Straßenraum mit Baumbestand (Ensemblebestandteil): Die Villa wurde 1906 bis 1908 erbaut Der zweigeschossige Putzbau erhebt sich über einem Sockelgeschoss aus rotem Sandstein. Zur Straßenseite besitzt das Gebäude im Norden einen Eckrisaliten. Auf der Südseite erhebt sich ein Mittelrisalit, in dem im Sockel und im Erdgeschoss eine polygonale Auslucht liegt. Die Fenster sind mit profilierten Sandsteinlaibungen betont und besitzen teilweise geschweifte Blendbögen. | |
| Pfählerstraße Lage                  | Ensemble Pfählerstraße                                                                                               | Arbeiterwohnhäuser aus den Jahren 1908/09 von Victor Hendler | Arbeiterwohnhäuser aus den Jahren 1908/09 von Victor Hendler |
| Pfählerstraße Lage                  | Ensemble Pfählerstraße                                                                                               | Pfählerstraße 15/17, Wohnhaus, 1908/09 von Victor Hendler (Ensemblebestandteil) | |
| Pfählerstraße Lage                  | Ensemble Pfählerstraße                                                                                               | Pfählerstraße 18, Wohnhaus, 1908/09 von Victor Hendler (Ensemblebestandteil) | |
| Pfählerstraße Lage                  | Ensemble Pfählerstraße                                                                                               | Pfählerstraße 19/21/23, Wohnhaus, 1908/09 von Victor Hendler (Ensemblebestandteil) | |
| Pfählerstraße Lage                  | Ensemble Pfählerstraße                                                                                               | Pfählerstraße 20/22/24, Wohnhaus, 1908/09 von Victor Hendler (Ensemblebestandteil) | |
| Albertstraße/Pascalschacht Lage     | Ensemble Schachtanlage Pascal                                                                                        | Der Pascalschacht wurde 1915 unter dem Namen „Albert-Schacht“ als Wetterschacht für die Grube Jägersfreude angehauen, konnte aufgrund von Wassereinbrüchen allerdings erst 1922 in Betrieb gehen. Bis 1935 wurde die Schachtanlage auch zur Fahrt benutzt, da es in unmittelbarer Nähe ein Schlafhaus gab. 1968 wurden die Grube Jägersfreude und auch der Schacht stillgelegt. 1974 wurde der Förderturm niedergelegt und der Schacht im folgenden Jahr verfüllt. | Der Pascalschacht wurde 1915 unter dem Namen „Albert-Schacht“ als Wetterschacht für die Grube Jägersfreude angehauen, konnte aufgrund von Wassereinbrüchen allerdings erst 1922 in Betrieb gehen. Bis 1935 wurde die Schachtanlage auch zur Fahrt benutzt, da es in unmittelbarer Nähe ein Schlafhaus gab. 1968 wurden die Grube Jägersfreude und auch der Schacht stillgelegt. 1974 wurde der Förderturm niedergelegt und der Schacht im folgenden Jahr verfüllt.                                                                     |
| Albertstraße/Pascalschacht Lage     | Ensemble Schachtanlage Pascal                                                                                        | Albertstraße/Pascalschacht 1, Zechenhaus von 1926 mit Waschkaue und Verlesesaal, Verwaltungstrakt, Einfriedung, Kaffeeküche (Ensemblebestandteil): Das Zechenhaus aus dem Jahr 1926 ist ein Baukomplex aus Ziegelstein mit einer Werksteingliederung in historisierenden Formen. Den giebelständigen Baukörpern von Waschkaue und Verlesesaal, die nebeneinander liegen, ist ein eingeschossiger Verwaltungstrakt vorgelagert, der den Komplex an drei Seiten umschließt. Erhalten ist außerdem noch die nachfolgend als Wohnhaus genutzte Kaffeeküche und ein Teil der Umfriedung. | |
| Scheidter Straße 21/23 Lage         | Ensemble Scheidter Straße 21/23                                                                                      | Das Denkmalensemble besteht aus zwei Wohnhäusern aus dem 18. und 19. Jahrhundert. | Das Denkmalensemble besteht aus zwei Wohnhäusern aus dem 18. und 19. Jahrhundert. |
| Scheidter Straße 21/23 Lage         | Ensemble Scheidter Straße 21/23                                                                                      | Scheidter Straße 21, Wohnhaus, 1. Viertel 19. Jh. (Ensemblebestandteil) | |
| Scheidter Straße 21/23 Lage         | Ensemble Scheidter Straße 21/23                                                                                      | Scheidter Straße 23, Wohnhaus, um 1750 (Einzeldenkmal) | |
| Schlachthofstraße Lage              | Ensemble Schlachthofstraße                                                                                           | Der Schlachthof wurde 1900/01 nach Entwürfen des Berliner Architekten W. Bartholomé erbaut. Am eigentlichen Schlachthausweisen Tierkopfplastiken an den Stirnseiten auf den Zweck des Hauses hin. Das Ziegelmauerwerk der Fassaden zeigt eine einheitliche Gliederung in Formen des Historismus mit Lisenen, Rundbogenfriesen, Segmentbogenfenstern und Rundfenstern auf der Giebelseiten. 2008/09 wurde der Gebäudekomplex saniert und später hinzugefügte An- und Umbauten entfernt. Heute ist hier der städt. Bauhof untergebracht. | Der Schlachthof wurde 1900/01 nach Entwürfen des Berliner Architekten W. Bartholomé erbaut. Am eigentlichen Schlachthausweisen Tierkopfplastiken an den Stirnseiten auf den Zweck des Hauses hin. Das Ziegelmauerwerk der Fassaden zeigt eine einheitliche Gliederung in Formen des Historismus mit Lisenen, Rundbogenfriesen, Segmentbogenfenstern und Rundfenstern auf der Giebelseiten. 2008/09 wurde der Gebäudekomplex saniert und später hinzugefügte An- und Umbauten entfernt. Heute ist hier der städt. Bauhof untergebracht. |
| Schlachthofstraße Lage              | Ensemble Schlachthofstraße                                                                                           | Schlachthofstraße 50, Wohnhaus für Unterbeamte (Ensemblebestandteil) | |
| Schlachthofstraße Lage              | Ensemble Schlachthofstraße                                                                                           | Schlachthofstraße 52a, Schlachthaus für krankes Vieh (Ensemblebestandteil) | |
| Schlachthofstraße Lage              | Ensemble Schlachthofstraße                                                                                           | Schlachthofstraße 52b, Kühl-, Maschinen- und Kesselhaus (Ensemblebestandteil) | |
| Schlachthofstraße Lage              | Ensemble Schlachthofstraße                                                                                           | Schlachthofstraße 52c, Schlachthaus mit Tierkopfplastiken (Ensemblebestandteil) | |
| Schlachthofstraße Lage              | Ensemble Schlachthofstraße                                                                                           | Schlachthofstraße 52, Verwaltungsgebäude (Einzeldenkmal) | |
| Am Hang Lage                        | Kath. Kirche St. Barbara                                                                                             | Die Barbarakirche wurde in den Jahren 1955 bis 1948 nach Entwürfen der Saarwellinger Architekten Heinrich Latz und Anton Laub errichtet. Das Gebäude ist deutlich von der Bergbauarchitektur inspiriert. Das Langhaus ist eine Stahlbetonkonstruktion. An das trapezförmige Kirchenschiff schließt sich ein halbrunder Chor an, der das Langhaus überragt. Zwischen den Wandpfeilern mit Stichbogenbindern sind wandhohe Glasfenster. Der abgerückte Glockenturm ist über eine Vorhalle mit dem Kirchengebäude verbunden und erinnert mit seinem offenen Strebewerk an einen Förderturm.                                                                                                 | |
| Bahnhofstraße 68 Lage               | Bahnhofsempfangsgebäude                                                                                              | Das Bahnhofsempfangsgebäude wurde um 1870/75 im für die Zeit typischen Rundbogenstil erbaut. Der zweigeschossige Bau mit Mittelrisalit wurde durch zwei Sohlbankgesimse gegliedert. Ein Rundbogenfries schließt den Baukörper zum Dach ab. | |
| Büchelstraße 10 Lage                | Wohnhaus | Im 17. Jahrhundert erbaut, 1983/84 entkernt und ausgebaut | |
| In den Rodhecken                    | Mundloch des Hirschbachstollens                                                                                      | Der Stollen wurde 1866 als Tagestollen zum Scalleyschacht III der Grube Dudweiler angehauen. Stollenmundeinschnitt und Stollenmund sind schlicht und in Sandstein gearbeitet. | |
| Kirchenstraße 1 Lage                | Kath. Kirche St. Marien, 1864–66 von Karl Friedrich Müller, Wiederaufbau nach schweren Kriegsschäden (Einzeldenkmal) | Die Marienkirche wurde in den Jahren 1864 bis 1866 nach Entwürfen des Architekten Carl Friedrich Müller erbaut. Im Jahr 2000 kam es zu schweren Brand, in dessen Folge es 2001 zu einer Innenrestaurierung kam. Die dreischiffige Hallenkirche wurde im Stil der Neugotik errichtet. Zwischen den beiden Eingangstüren steht auf einem hohen Sockel eine bemalte Marienfigur. Im eingezogenen Chor mit dreiseitigem Schluss steht ein Relief mit lebensgroßen Figuren mit der Darstellung des Abendmahls. | |
| Neuweilerstraße Lage                | Eingangstor des Friedhofs                                                                                            | Der Friedhof gehört zu den größten in Saarbrücken und wurde 1901 eröffnet. Zwei Jahre später folgte der Bau des Eingangsportals und der alten Einsegnungshalle. Das massive Portal aus gelbem Sandstein besitzt ein großes Eingangstor mit Segmentbögen aus rotem Sandstein, das von zwei kleineren, gleich aussehenden Toren flankiert wird. Auf dem geraden Abschluss sitzt ein schmäler, gestufter Aufsatz mit Dreiecksgiebel. | |
| Neuweilerstraße 56 Lage             | Einsegnungshalle, um 1905 (Einzeldenkmal)                                                                            | Die Einsegnungshalle, im Volksmund auch „Spatzenhäuschen“ genannt, ist ein querrechteckiger eingeschossiger Fachwerkbau, der mit Backsteinen ausgemauert wurde. Der Eingang befindet sich in einem überhöhten Mittelrisalit mit Dreiecksgiebel. Die doppelflügelige Tür wird von zwei schmalen Fenstern flankiert. Über dem Eingang befindet sich im Giebel ein Drillingsfenster mit höherem mittleren Fenster. Alle Fenster sind mit Vielpassbögen geschmückt. | |
| Rathausstraße 5 Lage                | Rathaus, 1875 von Neufang, Turm und Ostflügel 1905–06 von Heinrich Sturm (Einzeldenkmal)                             | Das Rathaus mit spätklassizistischer Sandsteinfassade entstand 1875 nach Entwürfen des Architekten Neufang. Durch das Wachstum der Gemeinde aufgrund des florierenden Bergbaus wurde Anfang des 20. Jahrhunderts eine Erweiterung notwendig. 1905/06 wurde nach Entwürfen von Heinrich Sturm ein Anbau in historisierenden Formen errichtet. Während das ursprüngliche Rathaus einfach gehalten ist und die zwei Geschosse mit Gesimsen geschmückt sind, wurde der Anbau deutlich repräsentativer gestaltet. Im Zentrum steht ein Turm mit Erker und Tordurchfahrt. Ein Eckrisalit mit Schweifgiebel schließt den Anbau ab.                                                              | |
| Robert-Koch-Straße 21 Lage          | Kath. Kirche St. Bonifatius, 1956–57 von Hans Schick (Einzeldenkmal)                                                 | St. Bonifatius wurde in den Jahren 1956/57 nach Plänen von Hans Schick errichtet. Der Baukörper besteht aus zwei ineinander geschobenen Kuben, flankiert von zwei schlichten Türmen über quadratischem Grundriss. Der Bau erinnert mit seinem gerasterten Westfenster und den geklinkerten Seitenwänden an die Industriearchitektur der Region. Im Inneren entsteht de Eindruck einer Pseudobasilika mit erhöhtem Mittelschiff und niedrigeren Seitenschiffen. Der Rechteckchor wird von Fensterbändern abgegrenzt und schiebt sich nur wenig nach außen. | |
| Saarbrücker Straße 192 Lage         | Villa Micka, um 1910 (Einzeldenkmal)                                                                                 | Die Villa Micka wurde um 1910 für den Bauingenieur Heinrich Micka errichtet. Der Bau weist deutlich Anklänge an Historismus und Jugendstil auf. Türmchen und Erker schmücken das Gebäude, figürlicher und ornamentaler Schmuck aus Sandstein ziert Eingang und Erker des Backsteinbaus. In den Giebeln wird Gebälk sichtbar. | |
| Saarbrücker Straße 229 Lage         | Wasserwerk, 1897 (Einzeldenkmal)                                                                                     | Der kleine Bau wurde 1897 errichtet. Das giebelständige Sandsteingebäude ist mit Lisenen gegliedert und wird von hohen Bogenfenstern belichtet. Der Baukörper beginnt mit einem niedrigen rustizierten Sockel und schließt mit einem schmalen Traufgesims, das in den Giebelbereichen in ein Bogenfries übergeht. Ein dreiachsiger Mittelrisalit mit Rundfenster im Dreiecksgiebel lockert den Baukörper auf. | |
| Saarbrücker Straße 236 Lage         | Wohnhaus | Erbaut vor 1841 | |
| Saarbrücker Straße 254 Lage         | Conditorei Möller, Wohn- und Geschäftshaus                                                                           | Erbaut um 1930 | |
| Saarbrücker Straße 267 Lage         | Nassauer Hof | Der Nassauer Hof ist ein ehemaliges Jagdschloss, das 1762 für Fürst Wilhelm-Heinrich erbaut wurde. 1935 wurde es teilweise abgerissen. Das Barockbauwerk wurde im Erdgeschoss durch Ladeneinbauten mit Schaufenstern stark verändert. Nur im Obergeschoss mit Sohlbankgesims und Segmentbogenfenstern ist der ursprüngliche Eindruck erkennbar. Das Haus mit Satteldach steht heute in einer geschlossenen Gebäudereihe. | |
| Saarbrücker Straße 286 Lage         | Ev. Christuskirche                                                                                                   | Die Christuskirche wurde in den Jahren 1880 bis 1882 nach Entwürfen des Berliner Architekten Carl Schäfer erbaut. Der Innenraum wurde nach schweren Beschädigungen im Zweiten Weltkrieg 1946/47 umgestaltet und 1964/65 erneut verändert. Der Sandsteinbau wurde im neugotischen Stil errichtet. An das Langhaus schließt sich ein polygonaler Chor an. Ein Querhaus mit kurzen polygonalen Armen kreuzt das Langhaus. Kreuzrippengewölbe überspannen den Innenraum. | |
| Saarbrücker Straße 268/270 Lage     | Ev. Pfarrhaus und Gemeindeamt                                                                                        | Das Pfarrhaus wurde 1885/86 nach Plänen des Baudirektors Neufang errichtet. Der dreigeschossige Bau wurde in rotem Sandstein errichtet und trägt Quaderungen aus hellem Sandstein. Die beiden äußeren der zehn Fensterachsen sind außen zu Zwillingsfenstern zusammengefasst. Geschoss- und Sohlbankgesimse gliedern den Bau horizontal. | |
| Saarbrücker Straße 270 Lage         | Kriegerdenkmal | Das Kriegerdenkmal liegt leicht erhöht von der Saarbrücker Straße und ist über eine breite Treppe zu erreichen. Es besteht aus einer halbrunden Mauer aus behauenem Sandstein. Im Zentrum steht eine Nische aus glattem Stein, die von Pilastern begrenzt wird, die ein Gebälk mit weit auskragendem Abschlussgesims tragen. Im Gebälk läuft eine Inschrift über die komplette Länge der Mauer. Das Bauwerk wurde 1926 nach Plänen von Heinrich Otto geschaffen. Vor der Nische kniet eine männliche Figur mit Lorbeerkranz in der Hand auf einem halbrunden Sockel mit Inschrift der Jahreszahlen der beiden Weltkriege. Die Figur wurde von einem Bildhauer mit Namen Kuhn geschaffen. | |
| Saarbrücker Straße 289a Lage        | Turm der alten Pfarrkirche, Reste der Kirchhofmauer                                                                  | Der Turm mit Satteldach ist Rest einer alten Pfarrkirche aus der Zeit um 1350. Die Kirche war anfangs katholisch, ab 1575 dann evangelisch. Das einstmals mittelalterliche später barocke Kirchenschiff wurde 1911 nach dem Neubau einer Kirche an anderer Stelle abgerissen. Der Turm ist aus behauenen Sandsteinquadern auf annähernd quadratischem Grundriss errichtet. Nach oben verjüngt sich der Turm jeweils nach Geschossgesimsen. Der einstige Zugang zum Chor wurde zurückgesetzt ausgemauert. Die Fenster sind mit Spitz- und Rundbögen überspannt. An der Westseite sind die Dachauflagen des einstigen Kirchenschiffs erkennbar.                                            | |
| Saarbrücker Straße 290/293/295 Lage | Gasthaus Brenner, Wohn- und Geschäftshaus                                                                            | Erbaut im letzten Viertel des 18. Jahrhunderts | |
| Saarbrücker Straße 292 Lage         | Dudweiler Zeitung, Wohn- und Geschäftshaus                                                                           | Die Dudweiler Zeitung wurde im Jahr 1888 als Tageszeitung gegründet. Das Wohn- und Geschäftshaus der Zeitung wurde 1925 von Heinrich Otto erbaut. Zwischen Geschoss- und Sohlbankgesims im ersten Obergeschoss ist bis heute der reliefartige Schriftzug der Zeitung erkennbar. Im Zentrum des Erdgeschosses steht ein Rundbogenportal, das von vier breiten Rundbögen flankiert wird. Über dem Portal ragt im ersten Stock ein schmaler Erker auf Konsolen heraus. Die Mansarde wird auf der Straßenseite von einem langgezogenen Dachhaus mit niedrigem Mittelteil mit geradem Abschluss und zwei begleitenden Dreiecksgiebeln beherrscht. Darüber sitzt mittig eine Gaube.            | |
| Sulzbachtalstraße 176/178 Lage      | Arbeiterwohnhaus | Erbaut 1864 | |